# Frenetic Films
Die Frenetic Films AG ist ein Schweizer Filmverleih mit Sitz in Zürich. Die Geschäftsführung haben Monika Weibel und Daniel Treichler inne.

## Geschäftstätigkeit
Frenetic Films ist in den drei großen Sprachräumen der Schweiz und Liechtenstein tätig. Die Firma gilt als einer der wichtigsten und aktivsten unabhängigen Filmverleiher der Schweiz.
Der Katalog umfasst ca. 500 Filme in Deutsch und Französisch. Das Programm umfasst sowohl Spielfilme als auch Dokumentationen und Animationsfilme. Zu den von Frenetic Films verliehenen Filmen gehören unter anderem die Publikumserfolge Mein Name ist Eugen, Vitus und More than Honey aus der Schweiz sowie die internationalen Erfolge Monsieur Claude und seine Töchter, Ziemlich beste Freunde, Jackie Brown, Eine wahre Geschichte – The Straight Story, Deep Blue, Wenn Träume fliegen lernen, Der Pianist, Die Reise der Pinguine und L’auberge espagnole.
Frenetic Films ist Mitglied bei ProCinema, dem Dachverband der Schweizer Kino- und Filmverleihunternehmen, im Schweizer Studiofilm Verband sowie bei filmdistribution schweiz. Die Firma ist im offiziellen Verleihregister des Bundesamts für Kultur eingetragen.
Mit Monika Weibel ist Frenetic Films seit 2007 im Stiftungsrat von Swiss Films vertreten.
Unterstützt wird Frenetic Films von der Eidgenössischen Filmförderung des Bundesamts für Kultur, der Zürcher Filmstiftung, von suissimage (der Schweizerischen Genossenschaft für Urheberrechte an audiovisuellen Werken) sowie vom MEDIA-Programm der Europäischen Union.
Unter dem Label Moviemento (einer Aktiengesellschaft der Frenetic-Gesellschafter) veröffentlicht Frenetic Films alle seine Filme auch auf DVD und Blu-ray.
Auch als Produktionsfirma tritt Frenetic Films auf, so beispielsweise bei Luna Papa und More than Honey.
Zu Frenetic Films gehört auch die prochaine AG, eine Agentur für Filmpromotion, Marketing und Medienarbeit, die neben den Frenetic-Filmen auch Filme anderer Verleiher vermarktet.

## Geschichte
Gegründet wurde die Firma im Jahr 1994 von Thomas Koerfer, Monika Weibel und Daniel Treichler, denen heute jeweils ein Drittel gehört.
Der erste Film im Verleih war 1995 Die letzte Kriegerin.
Seit 1999 besitzt Frenetic Films die Verleihrechte an allen Studiocanal-Produktionen.
Im Oktober 2001 hat Frenetic Films zusammen mit sieben weiteren europäischen Verleihern 70 Prozent des französischen Weltvertriebs Celluloid Dreams übernommen.
2005 war Frenetic Films als einer von fünf unabhängigen Verleihern an der Gründung von Indie Circle, einer Firma mit Sitz in Paris für den gemeinsamen Erwerb von Rechten und die Koordinierung von Strategien auf den jeweiligen Märkten, beteiligt.
Zum 1. Oktober 2009 ist Frenetic Films für den Moviemento-Vertrieb eine Partnerschaft mit TBA Home Entertainment, einem Geschäftsbereich der TBA AG in Glattbrugg, eingegangen.
2012 übernahm Frenetic Films den Filmverleih Columbus Film.